# Dümmerling Ödön
Dümmerling Ödön (Budapest, 1878. január 17. – Budapest, 1960. június 16.) magyar építész.

## Élete
Dümmerling Alajos könyvvivő és Kühnler Terézia fiaként született. A 20. század elején működött budapesti köz- és magánépületek tervezőjeként. Legismertebb alkotása az Újpesti víztorony.
1906-tól a Magyar Mérnök- és Építész-Egylet tagja.

## Ismert épületei

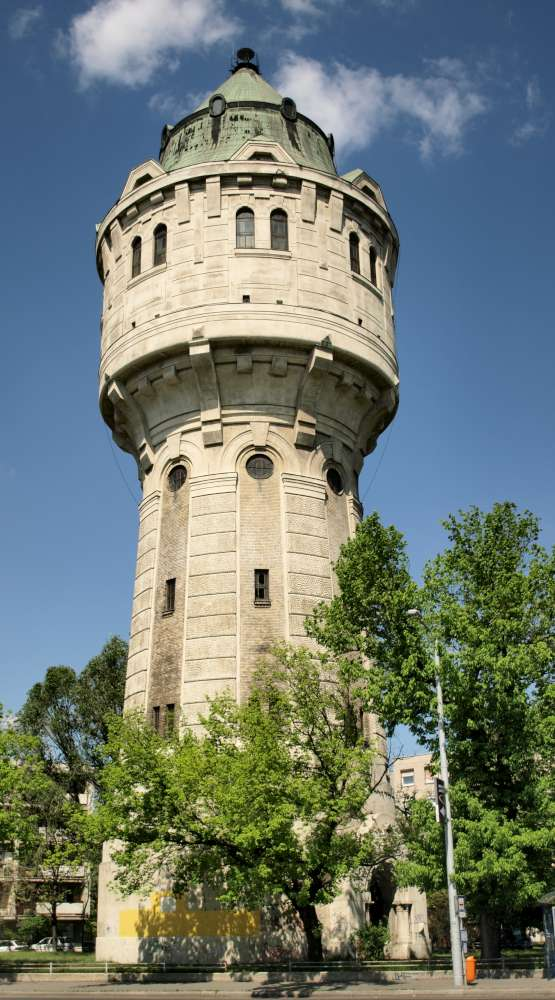
Újpesti víztorony

- 1907: lakóház, Budapest, Király u. 4681. hrsz.[8]
- 1910: „Sóstó” fürdő és szálloda, Nyíregyháza[9]
- 1910: lakóház, Budapest, Angyal u. 32.[10]
- 1911–1912: Újpesti víztorony, Budapest, Árpád út 144. (Mihailich Győzővel közösen)[11][12]
- 1913: lakóház, Budapest, Akácfa u. 4912. hrsz.[13]
- 1915: Hydrooxigén gyár Rt. (Hidroxigén Gázelválasztó, Oxigén, Hidrogén és Egyéb Gázokat Gyártó Rt.)[14] gyárépülete, Budapest, Budafoki út 13.539. hrsz.[15]
- 1940: épületek a Pongráctelepen (18-20. sz.), Budapest, Pongrác út / Salgótarjáni utca / Gyöngyike utca / Csilla utca[16][17]

### Tervben maradt épületei
- 1905: VI. kerületi állami főgymnasium (ma: Kölcsey Ferenc Gimnázium), Budapest, Munkácsy Mihály utca 26. (II. díj)[18]
- 1906: vendéglő- és kaszinó, Szakolca (II. díj)[19]
- 1908: törvényszék és fogház, Zombor[20]
- 1910: víztorony, Kecskemét (I. díj)[21]
- 1910: Nyitrai Kereskedelmi és Hitelintézet székháza, Nyitra[22]
- 1928: közkórház, Szolnok (II. díj)[23]
- 1928: Pécsi Ipartestület székháza, Pécs[24]
- 1928: Fővárosi Szeretet Otthon (ma: Bajcsy-Zsilinszky Kórház), Budapest, Maglódi út 89-91.[25]